# チザーノ・スル・ネーヴァ
チザーノ・スル・ネーヴァ(伊: Cisano sul Neva)は、イタリア共和国リグーリア州サヴォーナ県にある、人口約2,000人の基礎自治体（コムーネ）。

## 地理

### 位置・広がり

#### 隣接コムーネ
隣接するコムーネは以下の通り。
- アルベンガ
- アルナスコ
- バレストリーノ
- チェリアーレ
- ズッカレッロ

### 地震分類
イタリアの地震リスク階級 (it) では、3 に分類される
。

## 行政

### 分離集落
チザーノ・スル・ネーヴァには、以下の分離集落（フラツィオーネ）がある。
- Cenesi, Conscente, Martinetto, Pianboschi

## 姉妹都市
- Bigastro、スペイン 2002年
- ル・ヴィガン、フランス 2002年